# 大武镇 (方山县)
大武镇，是中华人民共和国山西省吕梁市方山县下辖的一个乡镇级行政单位。

## 行政区划
大武镇下辖以下地区：
大武社区、杨家会村、西相王村、东坡村、东相王村、相当村、雅湾村、保安村、红罗沟村、郭家沟村、一村、二村、三村、四村、举人头村、新洞上村、武回庄村、阎家山村、龙凤村、杨家村、水源村、王家庄村、下庄村、石门焉村、阳和沟村、高家沟村、武家庄村、张家耳村、杨家塔村、新房村、店坪村和水沟村。